# Зуб за зуб зубной феи 2000
Зуб за зуб зубной феи 2000 (англ. The Tooth Fairy's Tats 2000) — эпизод 402 (№ 49) мультсериала «Южный парк», премьера которого состоялась 5 апреля 2000 года.

## Сюжет
Эрик, Кайл, Стэн и Кенни решают заработать на деньгах, которые зубная фея «даёт» Картману, так как его мама в последний раз подложила туда крупную для мальчиков сумму. После неудачной попытки вырвать зуб Кенни друзья узнают о том, что у Баттерса выпал зуб. Но тот отказывается отдавать им зуб, так как зубная фея якобы даст ему 50 центов. Ночью, надев розовое платье и колготки, Эрик, притворившись зубной феей, крадёт этот зуб; ребятам нравится идея. Мама Эрика замечает, что у её сына зубы выпадают подозрительно часто  и в невероятном количестве (по телефону  она сообщает стоматологу, что у Эрика выпало 112 зубов), и признаётся сыну, что зубной феи не существует. Кайл задумывается о реальности других происходящих с ним вещей, а ребята решают начать зарабатывать, подкладывая зубы другим детям и похищая положенные их родителями деньги.
Не успев начать бизнес, дети сталкиваются с преступным синдикатом под руководством мальчика-итальянца Луги, занимающимся тем же. Встав перед выбором «работать на Луги или потерять пенисы», они соглашаются работать на Луги, получая небольшую долю от прибыли. Спустя некоторое время Картман предлагает создать собственную «мафиозную семью» и забирать все деньги себе. Узнав об этом Луги посылает своих подручных разобраться, и они берут в заложники Кенни. Но Картман отказывается выполнять требования людей Луги, и Кенни с бетонными грузами на ногах сбрасывают с моста в реку
Параллельно с этим стоматолог Саут-Парка, замечая странности, происходящие с детскими зубами, начинает разбираться в проблеме. Он подозревает Луги, но не может доказать его причастности к пропаже зубов. На собрании ассоциации дантистов, посвящённой этой проблеме, его версию высмеивают, и в качестве основной гипотезы принимается гигантская полубелка-полукурица, ворующая зубы. Чтобы поймать Луги с поличным, дантист организует ловушку: по телевизору сообщают, что больному мальчику под видом подарка от зубной феи, в качестве благотворительности, положат под подушку крупную сумму.
В финале все действующие лица оказываются возле дома больного мальчика; детей-мошенников хотят арестовать, но тут Кайл, всю серию изучавший философские проблемы бытия, выворачивает реальность наизнанку и распугивает всех врагов. Тем временем, больной мальчик получает деньги себе на операцию.

## Смерть Кенни
Кенни умирает в самом конце эпизода, на фоне титров. Причиной смерти становится утопление. В реку Кенни попадает гораздо раньше, когда его туда скидывают подручные Луги, предварительно прицепив к ногам бетонные грузы. Однако глубина реки в месте падения невелика, и Кенни не тонет. Среди суматохи про Кенни все забывают, а в конце видно, что он пытается выбраться из реки, прыгая на своих грузах, попадает в глубокое место реки и захлёбывается.

## Персонажи
В этом эпизоде впервые появляется Тимми, причем позже выясняется, что он тоже работал зубной феей.

## Пародии
- Эпизод с исчезновением Кайла содержит отсылки к фильму «Космическая одиссея 2001»: на мгновение его показывают в виде Звёздного дитя, а затем на доли секунды демонстрируется летящий навстречу зрителю пустынный пейзаж.
- Босс зубной мафии, Луги, выглядит и разговаривает так же как герой Марлона Брандо в фильме «Крёстный отец». Помимо этого, на фоне во время его появлений играет музыка, напоминающая музыку из фильма.

## Факты
- Это не единственный случай в сериале, когда Эрик переодевается в женскую одежду.
- Это первый эпизод в сериале, где Кенни появляется без капюшона, хотя его видно только со спины: он выскакивает из своей одежды, когда друзья пытаются вырвать его зуб. До этого Кенни без капюшона появлялся только в полнометражном мультфильме «Саут-Парк: большой, длинный и необрезанный».
- На стене столовой (в момент, когда Картман предлагает создать мафиозную семью) висит плакат с изображением инопланетянина и надписью «Have you seen me?» (Ты меня видел?), причём появляется он там не в первый раз.
- Читая Декарта, Кайл слишком буквально понимает знаменитое изречение этого автора «Cogito ergo sum» (Я мыслю, следовательно существую). Кайл, наоборот, считает своё существование следствием мышления.
- На фотографии, демонстрируемой на собрании ассоциации дантистов, гигантская полукурица-полубелка стоит у плаката, на котором изображены уравнения, вычисления на которых являются некорректными или имеют нарушения логических связей. В одном из уравнений пропущена закрывающая скобка.
- Во время финального «трипа» Кайла играют песни группы Primus — «Pork Soda» и «Welcome to This World».
- В сцене, где по телевизору показывают больного мальчика, его мама является точной копией мамы Крейга Такера.